# 卡姆巴亚机场
卡姆巴亚机场（印尼语：Bandar Udara Kambuaya）位于印度尼西亚西巴布亚省梅布拉特县的西Aitinyo区，机场用于连接西巴布亚省的沿海与内陆地区、联络附近小城镇，可起降DHC-6-300类似机型。机场距离省首府马诺夸里206.48公里，距离查亚普拉2874.47公里。

## 航空公司和目的地
| 航空公司 | 目的地         |
| -------- | -------------- |
| 苏西航空 | 索龙、马诺夸里 |

01°18′50″S 132°17′20″E / 1.31389°S 132.28889°E